# 1917年の航空
< 1917年
1916年の航空 - 1917年の航空 - 1918年の航空

## 航空に関する出来事

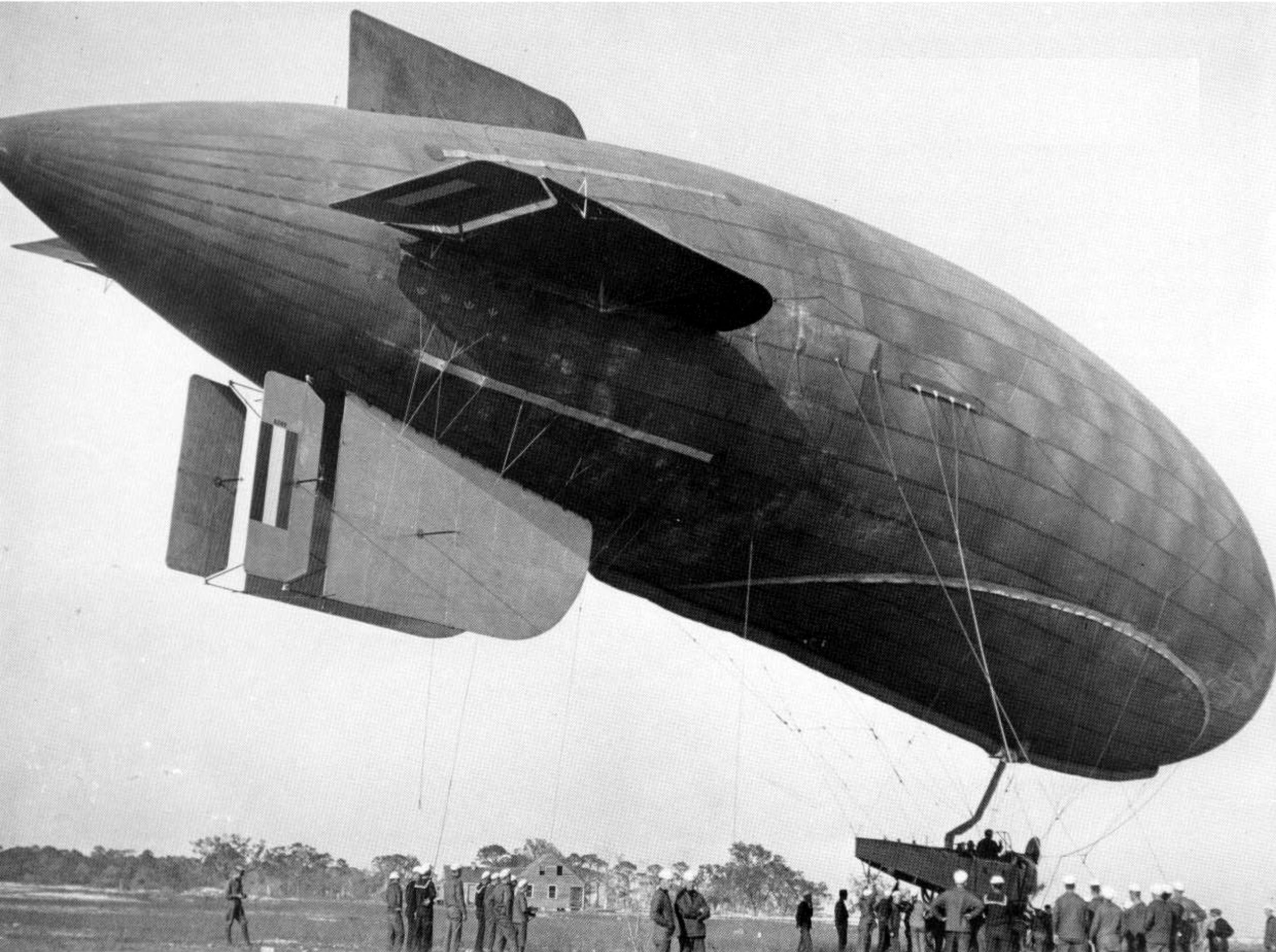
B級軟式飛行船

- 1917年 - 中島知久平が「飛行機研究所」を設立。
- 1917年 - 佐藤章が、日本の民間飛行高度記録である2130mを打ち立てた。
- 1917年 - 熊木九兵衛が、フランク・チャンピオンを日本に招き、各地で曲技飛行の興行を行う。
- 1917年 - アーサー・パピー・チョークがレッド・アロー・フライング・サービス（のちのチョークス・オーシャン・エアウェイズ）を設立する。
- 2月4日 - アメリカ海軍長官がは16隻のB級軟式飛行船を調達するように指示し、7月から就役した。
- 4月 - ドイツ帝国軍航空隊（Luftstreitkrafte）により、イギリス陸軍航空隊が1カ月の間に、245機の航空機を失い、搭乗員の戦死または行方不明211、捕虜108という損害を出し、「血の4月」と呼ばれた。
- 4月8日 - アメリカが第一次世界大戦に参戦した。
- 4月20日 - アメリカ海軍の飛行船DN-1の試験が開始されたが、DN-1は性能が発揮できず廃棄された。
- 5月7日 - イギリスのエース、アルバート・ボールがロタール・フォン・リヒトホーフェンとの空中戦で衝突し、戦死した。
- 5月20日 - 羽田の穴守に日本飛行学校を設立した玉井清太郎が、東京日日新聞のカメラマンを同乗させた飛行の帰途、芝浦海岸で墜落死した。

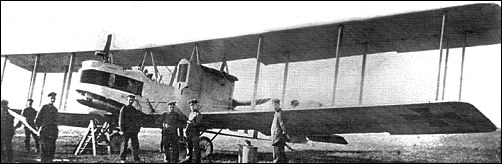
ゴータ G.IV

- 5月25日 - 20機以上のドイツの爆撃機ゴータ G.Vによるイギリスへの爆撃が行われた。
- 6月27日 - 連合軍の航空戦力を増強するために、当時、技術が遅れていたアメリカに、イギリスから5機のデ・ハビランド DH-4が見本として送られた。10月29日にリバティエンジンを搭載した、アメリカ製の DH.4が初飛行した。
- 8月 - モロッコの主要都市間で官営の郵便飛行が開始された。
- 8月18日 - アメリカのバージニアで飛行機と地上との間の無線通信の実験が成功した。

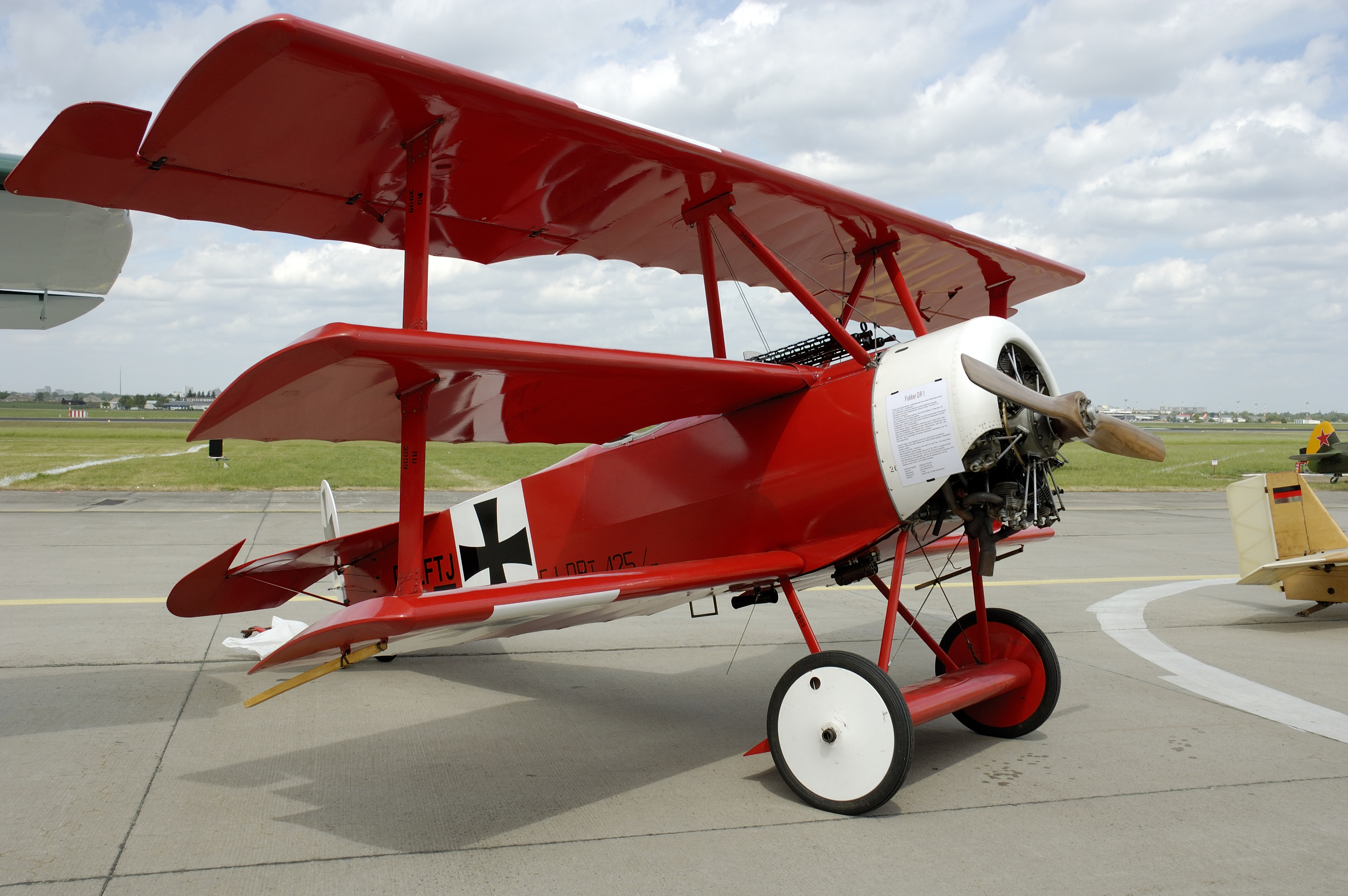
フォッカーDr.Iの複製

- 8月21日 - マンフレート・フォン・リヒトホーフェン（レッドバロン）の乗機として有名なフォッカー Dr.Iが初飛行。
- 8月23日 - ドイツの飛行船によるイギリスの最後の大規模な昼間爆撃が行われ、参加した11機の飛行船のうち、5機が撃墜された。
- 9月11日 - フランスのエース、ジョルジュ・ギンヌメールがベルギーで行方不明になった。
- 9月19日〜20日 - ドイツ軍によるイギリスに対する大規模な夜間爆撃が行われた。
- 9月22日 - イギリス海軍のN.Magorが操縦するカーチスH-12水上機が、ドイツ海軍の潜水艦UB-32を撃沈した。第一次世界大戦で唯一の航空機によるUボートの撃沈記録である。
- 11月21日〜24日 - ドイツの飛行船 L 59 (LZ104)がアフリカの補給の作戦に使われ、 96時間、6,757 kmの飛行を行った。平均速度は71 km/hであった。
- 11月30日 - イギリスの爆撃機、ヴィッカース ヴィミーが初飛行した。

## 1917年に初飛行した機体の画像

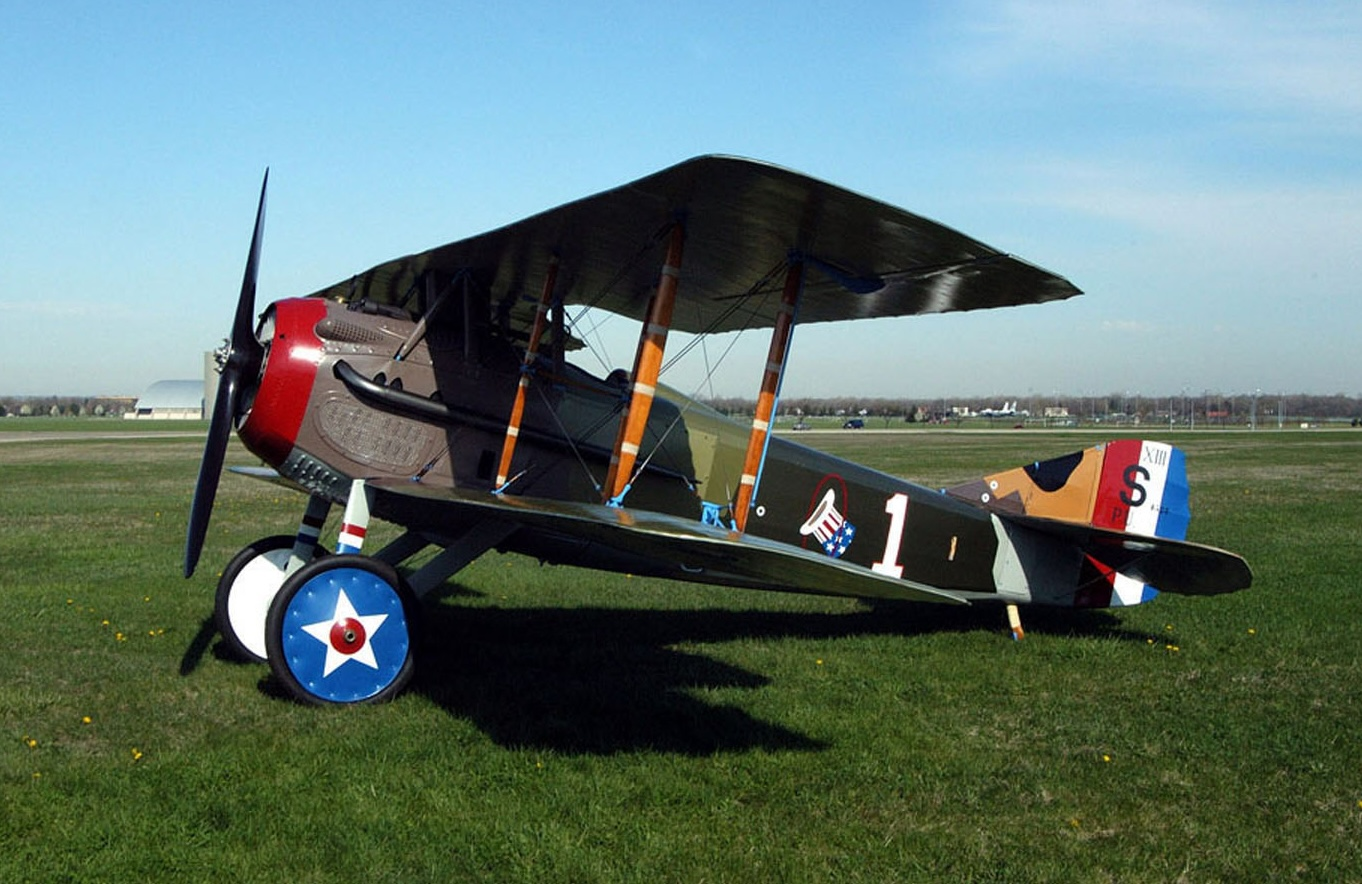
スパッド S.XIII （4月4日）
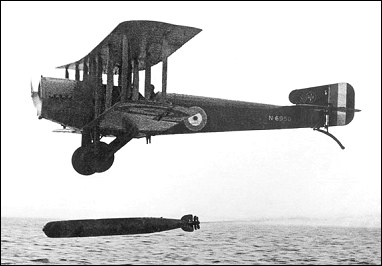
ソッピース クックー （6月）
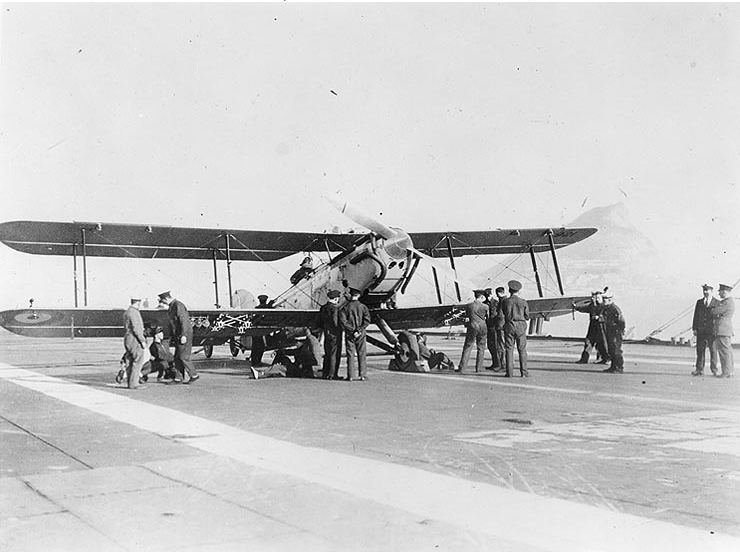
フェアリー III （9月14日）
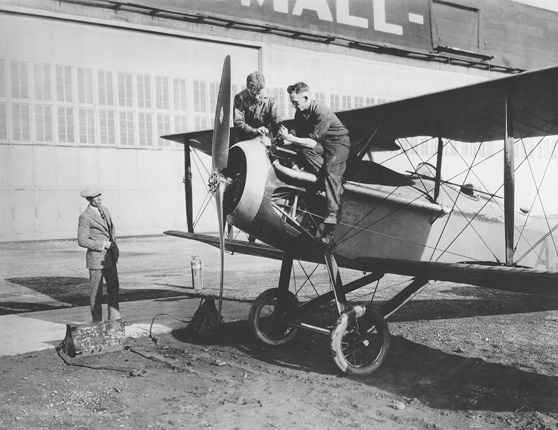
Vought VE-7